# Língua gwere
Gwere ou lugwere, é a língua falada pelos Gweres (Bagwere), um povo banto da parte oriental de Uganda. O idioma tem uma estreita semelhança dialetal com as línguas  soga e  luganda.
O gwere, embora mais próximo, em dialetos, de seus vizinhos orientais, também tem muitas palavras semelhantes às usadas por tribos da parte ocidental de Uganda. Por exemplo,  musaiza  (um homem ) se assemelha a mushiiza, usado nas línguas mais ocidentais, com o mesmo significado.
Os Rulis, que habitam uma área mais distante, no centro de Uganda, falam um idioma que tem quase exatamente as mesmas palavras usadas em lugwere, mas com uma pronúncia muito diferente.

## Escrita
A língua gwere usa uma forma do alfabeto latino sem as letras H, Q, X, mas são usadas as formas Ny e Ŋ.